# 紫萁屬
紫萁屬（學名：Osmunda）是蕨類植物門中的一個屬，為一類主要生長於溫帶地區的蕨類，喜生長在濕地或水邊。約有五至十個物種被歸在此屬中。
属名osmunda来源于英语osmunder，撒克逊的神祗。

## 特徵
其物種長有短莖，具纖維結構，並有許多穿過其到達外部的葉基。它們有完全同種二形的蕨葉，分別為巨大的普通複葉和專門生長孢子的複葉。普通的複葉具有巨大的小葉，並有複雜的網狀脈絡；生長孢子的複葉則沒有小葉，就算有也僅位於葉莖端。因為大量的孢子囊會在同一時期成熟，並顯現出豔麗的金黃色，讓孢子囊看起來像是花一樣，所以此屬有時會被稱之為「開花蕨」。

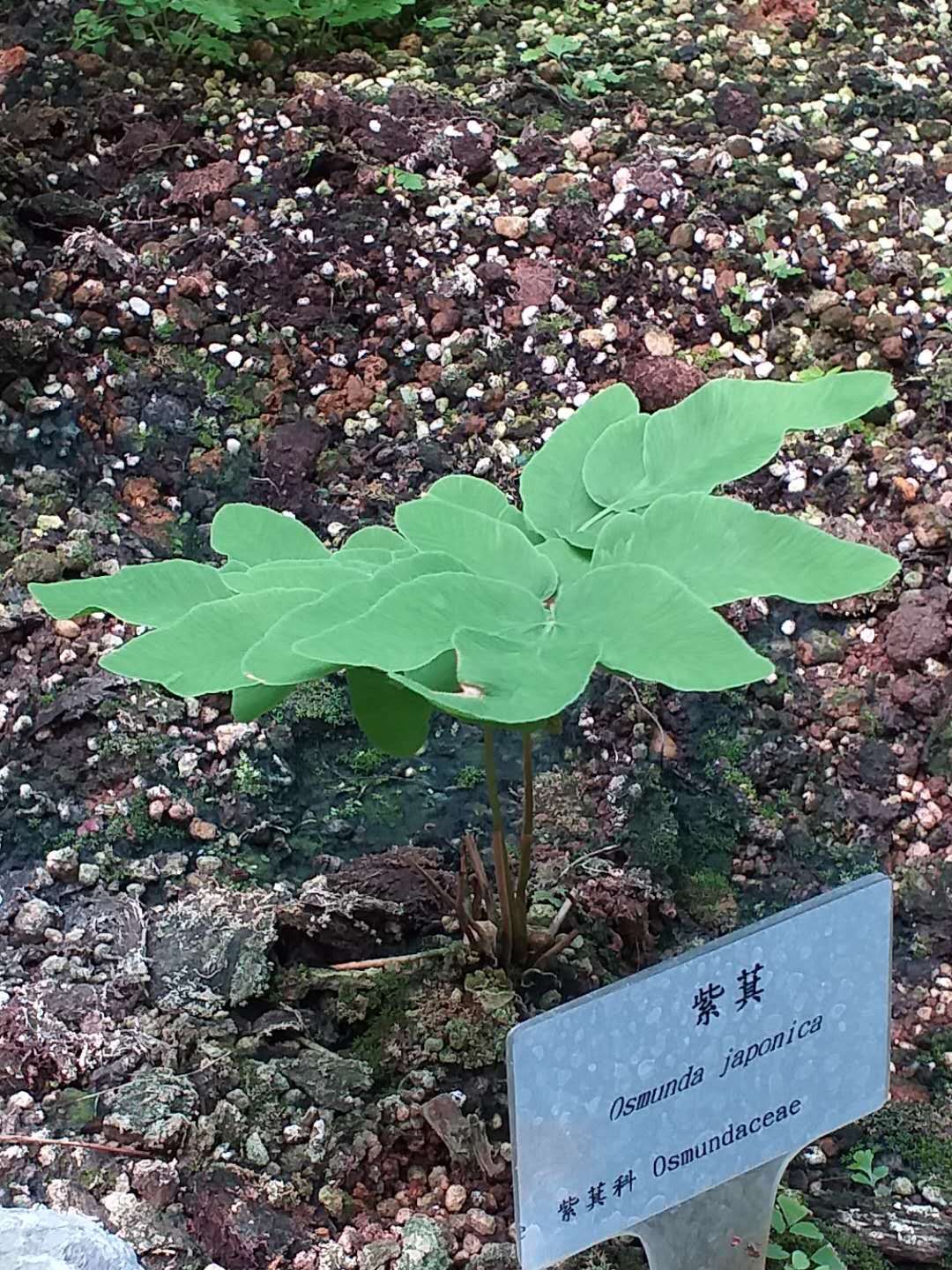
幼株

## 下属物种
本属包括以下物种：已滅絕種以劍號(†)標記
- 桂皮紫萁 Osmunda asiatica
- 狹葉紫萁 Osmunda angustifolia
- 粗齒紫萁 Osmunda banksiifolia
- Osmunda bromeliifolia
- 假紫萁 Osmunda cinnamomea
- 絨紫萁 Osmunda claytoniana
- 紫萁 Osmunda japonica
- 粵紫萁 Osmunda mildei
- 歐紫萁 Osmunda regalis
- 華南紫萁 Osmunda vachelii
- †Osmunda claytoniites
- †格陵兰紫萁 Osmunda greenlandica
- †温哥华紫萁 Osmunda vancouverensis
- †Osmunda wehrii

紫萁屬的物種會被鞍形埃尺蛾之類的鱗翅目幼蟲食用。

## 外部連結
- Germplasm Resources Information Network: Osmunda
- Flora of North America: Osmunda （页面存档备份，存于）
- Species list for Osmunda